# Hymedesmia crux
Hymedesmia crux är en svampdjursart som först beskrevs av Schmidt 1875.  Hymedesmia crux ingår i släktet Hymedesmia och familjen Hymedesmiidae. Inga underarter finns listade i Catalogue of Life.